# Sri Bantolo
Sri Bantolo is een bestuurslaag in het regentschap Ogan Komering Ulu van de provincie Zuid-Sumatra, Indonesië. Sri Bantolo telt 1331 inwoners (volkstelling 2010).